# Luchthaven Rørvik
Luchthaven Rørvik (Noors:  Rørvik lufthavn, IATA: RVK, ICAO: ENRM) is een vliegveld in de Noorse gemeente Vikna in de provincie Trøndelag. Het vliegveld wordt geëxploiteerd door het staatsbedrijf Avinor. Het ligt vijf kilometer van het dorp Rørvik.
Het vliegveld werd geopend in 1986 en werd toen geëxploiteerd door de gemeente. In de eerste jaren leidde het een marginaal bestaan. Het werd in 1996 overgenomen door de staat.
Het vliegveld wordt bediend door Widerøe. De maatschappij vliegt dagelijks  op Trondheim en Namsos.